# Pentacentrus tridentatus
Pentacentrus tridentatus är en insektsart som beskrevs av Lucien Chopard 1969. Pentacentrus tridentatus ingår i släktet Pentacentrus och familjen syrsor. Inga underarter finns listade i Catalogue of Life.